# クーリヤッタム
クーリヤッタムまたはクーティヤッタム（マラヤーラム語: കൂടിയാട്ടം kūṭiyāṭṭaṁ）とはインドのケララ州で行われている古典演劇である。2008年に世界無形文化遺産に登録された。ヒンドゥー教寺院にあるクッタンパラムと呼ばれる劇場で上演される。